# انديرسون ايسيتي
انديرسون ايسيتي (بالإنجليزية: Anderson Esiti)‏ (24 مايو 1994 بواري في نيجيريا - ) هو لاعب كرة قدم نيجيري في مركز الوسط. شارك مع منتخب نيجيريا لكرة القدم. أما مع النوادي، فقد لعب مع إشتوريل برايا ونادي ليتشويس.

## روابط خارجية
- انديرسون ايسيتي على موقع الاتحاد الأوربي (الإنجليزية)
- انديرسون ايسيتي على موقع اتحاد تركيا (لاعب) (الإنجليزية)
- انديرسون ايسيتي على موقع قاعدة بيانات كرة القدم.إي يو (الإنجليزية)
- انديرسون ايسيتي على موقع ناشيونال فوتبول تيمز (الإنجليزية)
- انديرسون ايسيتي على موقع Soccerway.com (الإنجليزية)
- انديرسون ايسيتي على موقع عالم كرة القدم.نت (الإنجليزية)
- انديرسون ايسيتي على موقع AS.com (الإسبانية)